# Mezinárodní letiště Marsa Alam
Mezinárodní letiště Marsa Alam (arabsky مطار مرسى علم الدولي; IATA: RMF, ICAO: HEMA) je mezinárodní letiště poblíž egyptského města Marsa Alam. Letiště bylo otevřeno 16. října 2003.

## Letecké společnosti a destinace

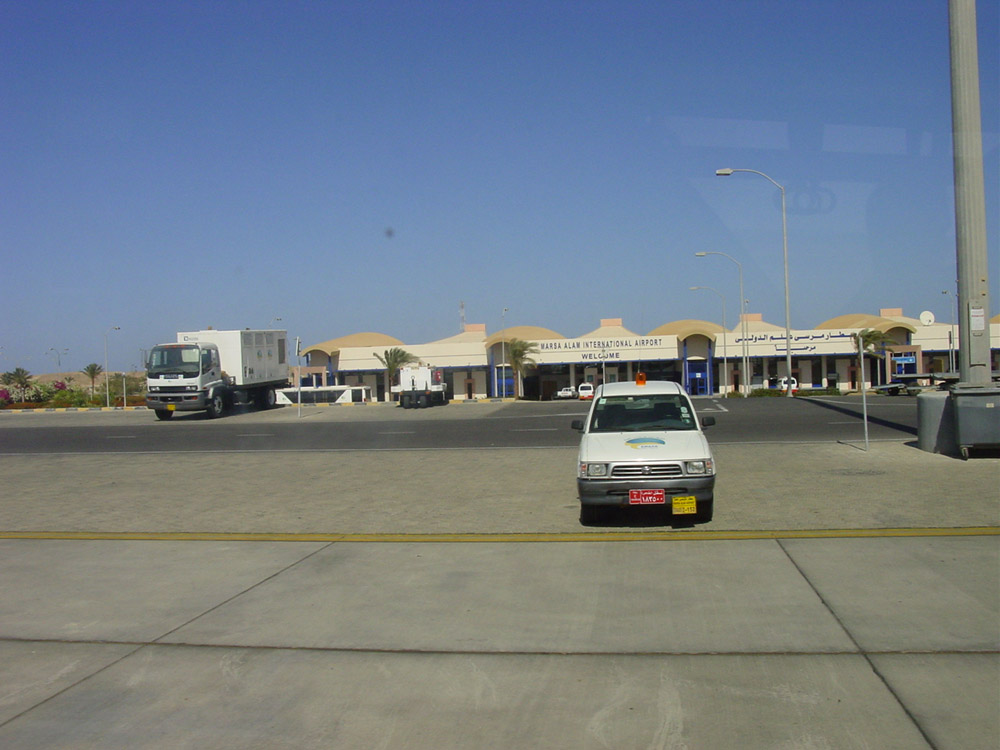
Letiště Marsa Alam

| Letecká společnost                 | Destinace          | Destinace                                                     |
| ---------------------------------- | ------------------ | ------------------------------------------------------------- |
| Air Arabia Egypt                   | Německo            | V sezoně: Mnichov                                             |
| Air Italy                          | Itálie             | Milán, Řím, Turín, Verona                                     |
| Arkefly                            | Nizozemsko         | Amsterdam                                                     |
| Batavia Air                        | Indonésie          | Surabaya (od 2. srpna 2012)                                   |
| Blue Panorama                      | Itálie             | Bologna, Milán                                                |
| Condor                             | Německo            | Frankfurt nad Mohanem, Mnichov, Stuttgart                     |
| EgyptAir Express                   | Egypt              | Káhira, Luxor, Šarm aš-Šajch                                  |
| Enter Air                          | Polsko             | V sezoně: Katovice                                            |
| Jazeera Airways                    | Kuvajt             | Kuvajt                                                        |
| Jazeera Airways                    | Indonésie          | Jakarta (od 2. srpna 2012)                                    |
| Jetairfly                          | Belgie             | Brusel                                                        |
| Mistral Air                        | Itálie             | Milán                                                         |
| Neos                               | Itálie             | Bologna, Milán, Verona                                        |
| S7 Airlines                        | Rusko              | Moskva, Novosibirsk                                           |
| SunExpress                         | Německo            | Berlín, Mnichov, Frankfurt nad Mohanem, Stuttgart, Düsseldorf |
| Thomas Cook Airlines               | Spojené království | Manchester                                                    |
| Thomson Airways                    | Spojené království | Birmingham (od 24. prosince 2012), Londýn, Manchester         |
| [[Transavia\| Transavia]]          | Nizozemsko         | Amsterdam                                                     |
| Smartwings popř. SmartWings Polska | Česko              | Praha, Ostrava, Brno, Pardubice                               |
| Smartwings popř. SmartWings Polska | Polsko             | Varšava, Katovice                                             |
| Smartwings popř. SmartWings Polska | Slovensko          | Bratislava                                                    |
| TUIfly                             | Německo            | Düsseldorf, Mnichov, Stuttgart, Hanover                       |